# Kochertalbahn
| |                      |                                  |                                  |
| Streckennummer (DB): | 4956                 |                                  |                                  |
| Kursbuchstrecke (DB): | 784 (bis 1981)       |                                  |                                  |
| Kursbuchstrecke: | 323c (1946)          |                                  |                                  |
| Streckenlänge: | 23,6 km              |                                  |                                  |
| Spurweite: | 1435 mm (Normalspur) |                                  |                                  |
| Maximale Neigung: | 38 ‰                 |                                  |                                  |
| |                      |                                  |                                  |
| \| \| \| von Heilbronn \| \| \| \| 0,0 \| Waldenburg (Württ) \| 350 m \| \| \| \| nach Crailsheim \| \| \| \| 0,2 \| Am Bahnhof \| Am Bahnhof \| \| \| 0,7 \| Epbach \| Epbach \| \| \| 0,9 \| A 6 \| A 6 \| \| \| 1,6 \| \| \| \| \| 1,7 \| Hesselbronn (1892 bis 1924) \| 354 m \| \| \| 1,19 \| B 19 \| B 19 \| \| \| 2,4 \| \| \| \| \| 2,7 \| Alte Haller Straße \| Alte Haller Straße \| \| \| 3,7 \| Anschluss Lagerhaus Kupferzell \| Anschluss Lagerhaus Kupferzell \| \| \| 3,7 \| Öhringer Straße \| Öhringer Straße \| \| \| 3,9 \| Kupferzell (1892 bis 1991) \| 337 m \| \| \| 4,0 \| Obere Vorstadt \| Obere Vorstadt \| \| \| 4,2 \| Kupfer \| Kupfer \| \| \| 4,2 \| Gerberstraße \| Gerberstraße \| \| \| 4,4 \| Künzelsauer Straße \| Künzelsauer Straße \| \| \| 4,6 \| Lilienbachweg \| Lilienbachweg \| \| \| 5,2 \| Anschluss Umspannwerk Kupferzell \| Anschluss Umspannwerk Kupferzell \| \| \| 5,7 \| K 2368 \| K 2368 \| \| \| 6,6 \| \| \| \| \| 7,6 \| Hauswiesen \| Hauswiesen \| \| \| 7,6 \| Haag (Württ) (1892 bis 1991) \| 357 m \| \| \| 8,0 \| Herrenbach \| Herrenbach \| \| \| 8,4 \| \| \| \| \| 8,8 \| \| \| \| \| 9,6 \| Künsbach \| Künsbach \| \| \| 9,6 \| \| \| \| \| 11,3 \| Künsbach \| Künsbach \| \| \| 11,4 \| Gaisbacher Straße \| Gaisbacher Straße \| \| \| 11,9 \| Bergstraße \| Bergstraße \| \| \| 12,1 \| B 19 (Stuttgarter Straße) \| B 19 (Stuttgarter Straße) \| \| \| 12,2 \| Künzelsau (1892 bis 1991) \| 223 m \| \| \| 12,7 \| Klebweg \| Klebweg \| \| \| 12,7 \| Kocher \| Kocher \| \| \| 12,7 \| Würzburger Straße \| Würzburger Straße \| \| \| 13,4 \| Industrieanschluss Nagelsberg \| Industrieanschluss Nagelsberg \| \| \| 13,5 \| Würzburger Straße \| Würzburger Straße \| \| \| 13,6 \| Nagelsberg (1924 bis 1991) \| 220 m \| \| \| 14,1 \| Deubach \| Deubach \| \| \| 14,7 \| Künzelsauer Straße \| Künzelsauer Straße \| \| \| 15,3 \| Ingelfingen (1924 bis 1991) \| 210 m \| \| \| 15,6 \| Christian-Bürkert-Straße \| Christian-Bürkert-Straße \| \| \| 16,0 \| Schulklingenbach \| Schulklingenbach \| \| \| 16,6 \| Kocher \| Kocher \| \| \| 17,1 \| Criesbach (1924 bis 1991) \| 204 m \| \| \| 17,5 \| Hörnle \| Hörnle \| \| \| 18,4 \| Hörnlesweg \| Hörnlesweg \| \| \| 18,6 \| Neufelser Straße \| Neufelser Straße \| \| \| 18,9 \| Niedernhall (1924 bis 1991) \| 212 m \| \| \| 21,8 \| Forchtenberger Straße \| Forchtenberger Straße \| \| \| 21,6 \| Weißbach (Württ) (1924 bis 1991) \| 208 m \| \| \| 21,7 \| Anschluss Hornschuch \| Anschluss Hornschuch \| \| \| 23,6 \| Forchtenberg (1924 bis 1991) \| 196 m \| \| \| 23,8 \| \| \| |                      |                                  |                                  |
| Strecke |                      | von Heilbronn                    | von Heilbronn                    |
| Bahnhof | 0,0                  | Waldenburg (Württ)               | 350 m                            |
| Abzweig ehemals geradeaus und nach rechts |                      | nach Crailsheim                  | nach Crailsheim                  |
| Bahnübergang (Strecke außer Betrieb) | 0,2                  | Am Bahnhof                       | Am Bahnhof                       |
| Brücke über Wasserlauf (Strecke außer Betrieb) | 0,7                  | Epbach                           | Epbach                           |
| Strecke mit Straßenbrücke (Strecke außer Betrieb) | 0,9                  | A 6                              | A 6                              |
| Bahnübergang (Strecke außer Betrieb) | 1,6                  |                                  |                                  |
| Haltepunkt / Haltestelle (Strecke außer Betrieb) | 1,7                  | Hesselbronn (1892 bis 1924)      | 354 m                            |
| Brücke (Strecke außer Betrieb) | 1,19                 | B 19                             | B 19                             |
| Bahnübergang (Strecke außer Betrieb) | 2,4                  |                                  |                                  |
| Bahnübergang (Strecke außer Betrieb) | 2,7                  | Alte Haller Straße               | Alte Haller Straße               |
| Abzweig geradeaus und nach rechts (Strecke außer Betrieb) | 3,7                  | Anschluss Lagerhaus Kupferzell   | Anschluss Lagerhaus Kupferzell   |
| Bahnübergang (Strecke außer Betrieb) | 3,7                  | Öhringer Straße                  | Öhringer Straße                  |
| Bahnhof (Strecke außer Betrieb) | 3,9                  | Kupferzell (1892 bis 1991)       | 337 m                            |
| Bahnübergang (Strecke außer Betrieb) | 4,0                  | Obere Vorstadt                   | Obere Vorstadt                   |
| Brücke über Wasserlauf (Strecke außer Betrieb) | 4,2                  | Kupfer                           | Kupfer                           |
| Brücke (Strecke außer Betrieb) | 4,2                  | Gerberstraße                     | Gerberstraße                     |
| Bahnübergang (Strecke außer Betrieb) | 4,4                  | Künzelsauer Straße               | Künzelsauer Straße               |
| Bahnübergang (Strecke außer Betrieb) | 4,6                  | Lilienbachweg                    | Lilienbachweg                    |
| Abzweig geradeaus und nach rechts (Strecke außer Betrieb) | 5,2                  | Anschluss Umspannwerk Kupferzell | Anschluss Umspannwerk Kupferzell |
| Bahnübergang (Strecke außer Betrieb) | 5,7                  | K 2368                           | K 2368                           |
| Bahnübergang (Strecke außer Betrieb) | 6,6                  |                                  |                                  |
| Bahnübergang (Strecke außer Betrieb) | 7,6                  | Hauswiesen                       | Hauswiesen                       |
| Bahnhof (Strecke außer Betrieb) | 7,6                  | Haag (Württ) (1892 bis 1991)     | 357 m                            |
| Brücke über Wasserlauf (Strecke außer Betrieb) | 8,0                  | Herrenbach                       | Herrenbach                       |
| Bahnübergang (Strecke außer Betrieb) | 8,4                  |                                  |                                  |
| Bahnübergang (Strecke außer Betrieb) | 8,8                  |                                  |                                  |
| Brücke über Wasserlauf (Strecke außer Betrieb) | 9,6                  | Künsbach                         | Künsbach                         |
| Brücke über Wasserlauf (Strecke außer Betrieb) | 9,6                  |                                  |                                  |
| Brücke über Wasserlauf (Strecke außer Betrieb) | 11,3                 | Künsbach                         | Künsbach                         |
| Bahnübergang (Strecke außer Betrieb) | 11,4                 | Gaisbacher Straße                | Gaisbacher Straße                |
| Bahnübergang (Strecke außer Betrieb) | 11,9                 | Bergstraße                       | Bergstraße                       |
| Strecke mit Straßenbrücke (Strecke außer Betrieb) | 12,1                 | B 19 (Stuttgarter Straße)        | B 19 (Stuttgarter Straße)        |
| Bahnhof (Strecke außer Betrieb) | 12,2                 | Künzelsau (1892 bis 1991)        | 223 m                            |
| Brücke (Strecke außer Betrieb) | 12,7                 | Klebweg                          | Klebweg                          |
| Brücke über Wasserlauf (Strecke außer Betrieb) | 12,7                 | Kocher                           | Kocher                           |
| Brücke (Strecke außer Betrieb) | 12,7                 | Würzburger Straße                | Würzburger Straße                |
| Abzweig geradeaus und von links (Strecke außer Betrieb) | 13,4                 | Industrieanschluss Nagelsberg    | Industrieanschluss Nagelsberg    |
| Bahnübergang (Strecke außer Betrieb) | 13,5                 | Würzburger Straße                | Würzburger Straße                |
| Haltepunkt / Haltestelle (Strecke außer Betrieb) | 13,6                 | Nagelsberg (1924 bis 1991)       | 220 m                            |
| Brücke über Wasserlauf (Strecke außer Betrieb) | 14,1                 | Deubach                          | Deubach                          |
| Bahnübergang (Strecke außer Betrieb) | 14,7                 | Künzelsauer Straße               | Künzelsauer Straße               |
| Bahnhof (Strecke außer Betrieb) | 15,3                 | Ingelfingen (1924 bis 1991)      | 210 m                            |
| Bahnübergang (Strecke außer Betrieb) | 15,6                 | Christian-Bürkert-Straße         | Christian-Bürkert-Straße         |
| Brücke über Wasserlauf (Strecke außer Betrieb) | 16,0                 | Schulklingenbach                 | Schulklingenbach                 |
| Brücke über Wasserlauf (Strecke außer Betrieb) | 16,6                 | Kocher                           | Kocher                           |
| Bahnhof (Strecke außer Betrieb) | 17,1                 | Criesbach (1924 bis 1991)        | 204 m                            |
| Brücke über Wasserlauf (Strecke außer Betrieb) | 17,5                 | Hörnle                           | Hörnle                           |
| Bahnübergang (Strecke außer Betrieb) | 18,4                 | Hörnlesweg                       | Hörnlesweg                       |
| Bahnübergang (Strecke außer Betrieb) | 18,6                 | Neufelser Straße                 | Neufelser Straße                 |
| Bahnhof (Strecke außer Betrieb) | 18,9                 | Niedernhall (1924 bis 1991)      | 212 m                            |
| Bahnübergang (Strecke außer Betrieb) | 21,8                 | Forchtenberger Straße            | Forchtenberger Straße            |
| Bahnhof (Strecke außer Betrieb) | 21,6                 | Weißbach (Württ) (1924 bis 1991) | 208 m                            |
| Abzweig geradeaus und nach rechts (Strecke außer Betrieb) | 21,7                 | Anschluss Hornschuch             | Anschluss Hornschuch             |
| Bahnhof (Strecke außer Betrieb) | 23,6                 | Forchtenberg (1924 bis 1991)     | 196 m                            |
| | 23,8                 |                                  |                                  |

Die Kochertalbahn war eine normalspurige Nebenbahn im nördlichen Württemberg. Sie führte als Stichbahn von Waldenburg nach Forchtenberg und folgte zwischen Künzelsau und Forchtenberg dem Kocher. Die Strecke wurde 1892 und 1924 in zwei Teilstücken eröffnet und 1981/91 stillgelegt und anschließend zurückgebaut. Seit dem Jahr 2019 besteht die „Bürgerinitiative: Wir bauen die neue Kochertalbahn e. V.“ unter Leitung des Bundestagsabgeordneten Christian von Stetten, welche sich für die Reaktivierung der Bahnstrecke von Waldenburg bis Künzelsau einsetzt.

## Betrieb und Geschichte

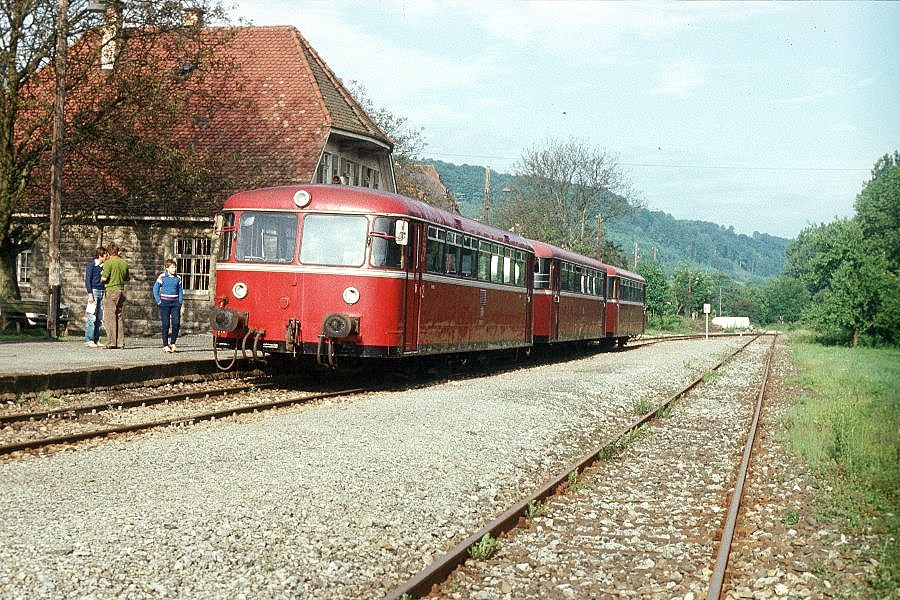
Letzter Zug in Forchtenberg vor der Einstellung des Personenverkehrs

Das erste, 12,2 Kilometer lange Teilstück wurde am 1. Oktober 1892 durch die Königlich Württembergischen Staats-Eisenbahnen (K.W.St.E.) eingeweiht, am folgenden Tag dem regulären Verkehr übergeben und führte bis Künzelsau.
Die Fertigstellung des zweiten, 11,5 km langen Teilstücks bis Forchtenberg verzögerte sich wegen der Wirtschaftslage bis zur Eröffnung unter der Deutschen Reichsbahn am 21. Juni 1924 beziehungsweise bis zur regulären Inbetriebnahme am darauf folgenden Tag.
Der beabsichtigte Lückenschluss zwischen Forchtenberg und Ohrnberg, der Endstation der Unteren Kochertalbahn, und damit die Verbindung durchs Kochertal nach Bad Friedrichshall und Heilbronn kam, vermutlich wegen des Zweiten Weltkriegs, nie zustande. Lokalen Quellen zufolge gab es auch Opposition von Ernsbacher Unternehmerseite, welche ein Abwandern der lokalen Arbeitskräfte durch Auspendeln fürchtete. Der fehlende Lückenschluss war wohl mit für das spätere Ende des Bahnbetriebs verantwortlich.
Der Personenverkehr wurde am 30. Mai 1981 zugunsten des Nahverkehrsmodells Hohenlohekreis, eines Pilotprojektes für Omnibusnetze im ländlichen Raum, „vorläufig“ eingestellt, der Güterverkehr  schließlich am 15. Mai 1991. Die förmliche Stilllegung folgte mit Wirkung zum 1. August 1995.

## Gegenwart und Zukunft
Inzwischen ist die Bahnstrecke zurückgebaut, abschnittsweise verlaufen Fuß- und Radwege auf oder neben der ehemaligen Trasse.
Eine Wiederinbetriebnahme des Abschnitts zwischen Waldenburg und Künzelsau als Verlängerung der Stadtbahn Heilbronn wurde ab 2008 geprüft. Jedoch beschloss der Hohenloher Kreistag im Jahr 2012, diese Pläne aufzugeben, weil nach Prognosen der Betrieb unwirtschaftlich wäre. Neuere Untersuchungen ergeben für den Abschnitt Waldenburg–Künzelsau ein Fahrgastpotential, das für eine Wiederinbetriebnahme, vermutlich unter geänderter Streckenführung, wirtschaftlich sein könnte. Im März 2023 wurde eine erneute Untersuchung zur Reaktivierung der Kochertalbahn zwischen Waldenburg und Künzelsau Nagelsberg vorgestellt, die zu dem Ergebnis kam, dass ein Wiederaufbau der Strecke unter Einbindung von Gaisbach technisch möglich und verkehrlich und volkswirtschaftlich sinnvoll ist. Zugrundegelegt wurde eine Reaktivierung als elektrische Stadtbahn nach der Straßenbahn-Bau- und Betriebsordnung und eine gleichzeitige Elektrifizierung der Hohenlohebahn zwischen Öhringen-Cappel und Schwäbisch Hall-Hessental.

## Bahnhof Kupferzell

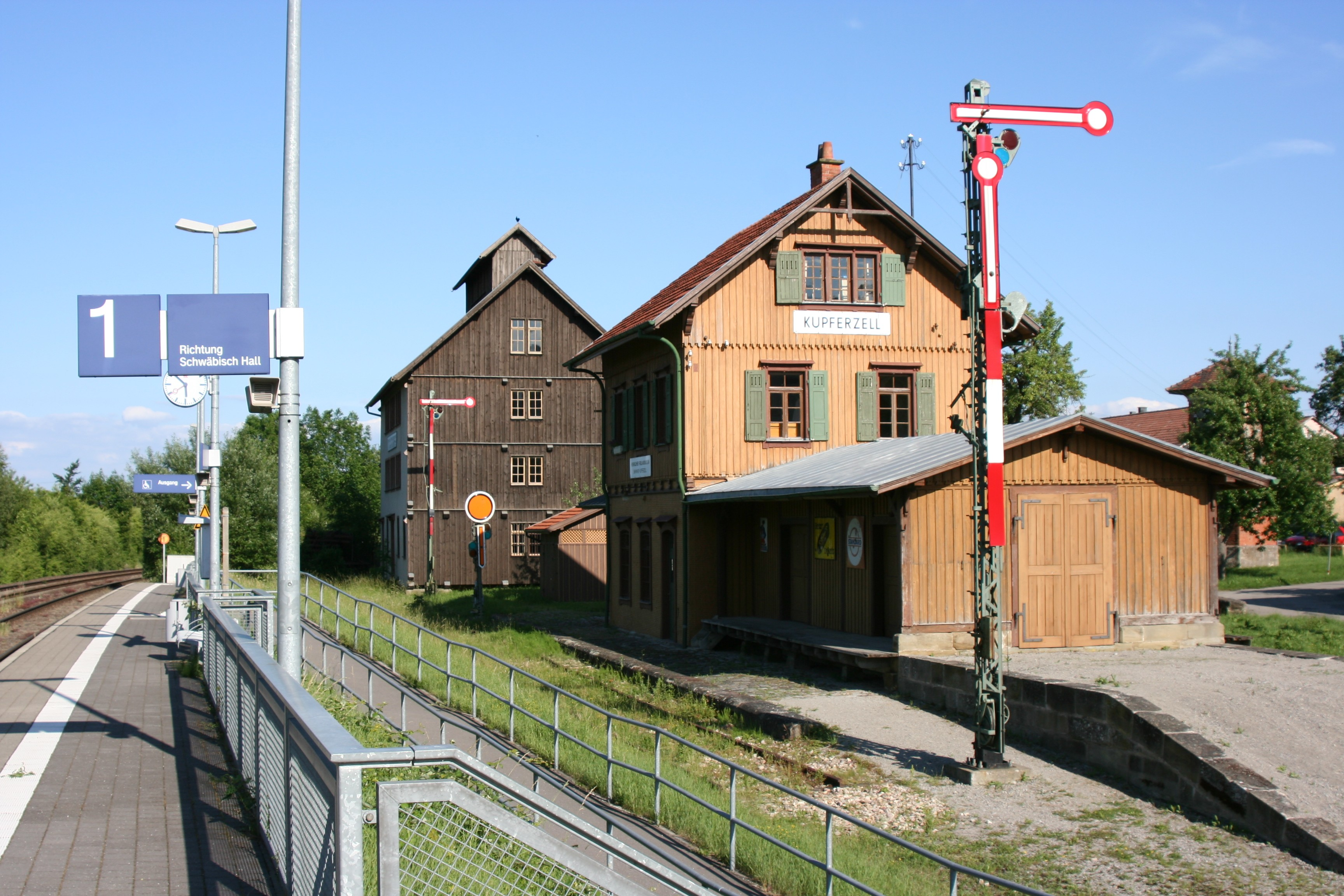
Das nach Wackershofen umgesetzte Empfangsgebäude von Kupferzell

Das Empfangsgebäude des Bahnhofs Kupferzell entstand 1892 als erster Württembergischer Einheitsbahnhof. Nach Stilllegung der Strecke wurde es von 1989 bis 1990 in das Freilandmuseum Wackershofen transloziert. Dort steht es zusammen mit dem ehemaligen Kupferzeller Lagerhaus – dem ersten genossenschaftlichen Lagerhaus Württembergs – neben einem für das Freilandmuseum eingerichteten Haltepunkt der Bahnstrecke Crailsheim–Heilbronn. Die darin befindliche historische Dienstwohnung steht seit 2000 mit Illustrationen zur Geschichte des Gebäudes und seiner Bahnanlage dem Besucher offen.